# لورد كلفن
ويليام طومسون، بارون كلفن الأول (26 يونيو 1824 - 17 ديسمبر 1907)، عالم رياضيات وفيزيائي رياضي ومهندس بريطاني ولد في بلفاست. شغل منصب أستاذ الفلسفة الطبيعية في جامعة جلاسكو لمدة 53 عامًا. خلال هذه الفترة، أجرى أبحاثًا وتحليلات رياضية مهمة في مجال الكهرباء، ولعب دورًا محوريًا في صياغة القانونين الأول والثاني للديناميكا الحرارية، وقدم مساهمات كبيرة في توحيد الفيزياء، وهو التخصص الذي كان آنذاك في مرحلته الأولى من التطور. وتقديرًا لمساهماته البارزة، حصل على وسام كوبلي من الجمعية الملكية في عام 1883، وشغل منصب رئيسها من عام 1890 إلى عام 1895. وفي عام 1892 أصبح أول عالم بريطاني يتم ترقيته إلى مجلس اللوردات.
سميت وحدة قياس درجات الحرارة المطلقة بـ (كلفن) تكريما له. وعلى الرغم من أن مفهوم أدنى درجة حرارة نهائية والتي يشار إليها بالصفر المطلق كان معروفًا بالفعل قبل مساهماته، إلا أن كلفن مشهور بتحديد قيمته بدقة عند حوالي -273.15 درجة مئوية أو -459.67 درجة فهرنهايت. بالإضافة إلى ذلك سمي تأثير جول-طومسون أيضًا على شرفه.
تعاون لورد كلفن بشكل وثيق مع أستاذ الرياضيات هيو بلاكبيرن [الإنجليزية] في أبحاثه. كما كان أيضًا مهندسًا ومخترعًا للتلغراف الكهربائي، وهو الاختراع الذي لم يجعل الأضواء مسلطة عليه فحسب بل جلب له أيضًا ثروة كبيرة وشهرة وأوسمة. ونتيحة لعمله في مشروع التلغراف عبر المحيط الأطلسي، حصل على لقب فارس في عام 1866 من قبل الملكة فيكتوريا، ليصبح اسمه السير ويليام طومسون. كان لديه اهتمامات بحرية واسعة وعمل بشكل مكثف على بوصلة الملاحة، والتي كانت في السابق ذات موثوقية محدودة.
وتقديرًا لمساهماته البارزة في مجال الديناميكا الحرارية ومعارضته الشديدة للحكم الذاتي الأيرلندي تم تكريمه في عام 1892 وحصل على لقب بارون كلفن، إذ استوحي لقبه من نهر كلفن، الذي كان يتدفق بالقرب من مختبره في جيلمورهيل بجامعة غلاسكو في هيلهيد [الإنجليزية]. على الرغم من تلقيه عروضًا لشغل مناصب عليا من عدة جامعات ذات شهرة عالمية، رفض كلفن مغادرة غلاسكو، وبقي في الجامعة حتى تقاعده النهائي في عام 1899. استمر في العمل بنشاط في مجالي البحث والتطوير الصناعي بعد تقاعده، وفي حوالي عام 1899، تم تعيينه من قبل جورج إيستمان ليعمل نائباً لرئيس مجلس إدارة شركة كوداك البريطانية المحدودة التابعة لشركة إيستمان كوداك. وفي عام 1904 عُين كستشار في جامعة غلاسكو.
أقام لورد كلفن في نيذرهال، وهو قصر من الحجر الأحمر يقع في لارجس [الإنجليزية]، والذي أشرف شخصيًا على بنائه في سبعينيات القرن التاسع عشر وتوفي فيه عام 1907. يضم متحف هانتيري [الإنجليزية] في جامعة جلاسكو معرضًا دائمًا عن أعمال كلفن، والذي يتضمن العديد من أوراقه الأصلية، الأدوات والمصنوعات اليدوية الأخرى، بما في ذلك غليون التدخين الخاص به.

## النشأة والعمل

### أسرته
كان والد ويليام تومسون، جيمس تومسون، مدرسًا للرياضيات والهندسة في معهد رويال بلفاست الأكاديمي وابن مزارع. تزوج جيمس تومسون مارغريت غاردنر عام 1817، وأنجبا أطفالًا بقي أربعة أولاد وبنتين منهم على قيد الحياة بعد سن الرضاع. توفيت مارغريت تومسون عام 1830 عندما كان ويليام في السادسة من عمره.
علّم الأب ويليام وشقيقه الأكبر جيمس دروسًا في المنزل بينما تعلم الأولاد الصغار من أخواتهم الأكبر. كان الهدف حصول جيمس على الحصة الأكبر من تشجيع والده وعاطفته ودعمه المالي، ليصبح مستعدًا للعمل في مجال الهندسة.
عُيّن والده أستاذًا للرياضيات في غلاسكو عام 1832 وانتقلت العائلة إلى هناك في أكتوبر 1833. عاش أطفال تومسون تجربة عالمية أوسع نطاقًا من التنشئة الريفية التي حظي بها والدهم، إذ قضوا منتصف عام 1839 في لندن، وتعلم الصبيان باللغة الفرنسية في باريس. قضى تومسون معظم منتصف أربعينيات القرن التاسع عشر في ألمانيا وهولندا. كانت دراسة اللغة ذات أولوية عالية.
كانت أخته، آنا تومسون، والدة جيمس تومسون بوتوملي الحائز على زمالة الجمعية الملكية لإدنبرة (إف آر إس إي) (1845-1926).

### شبابه

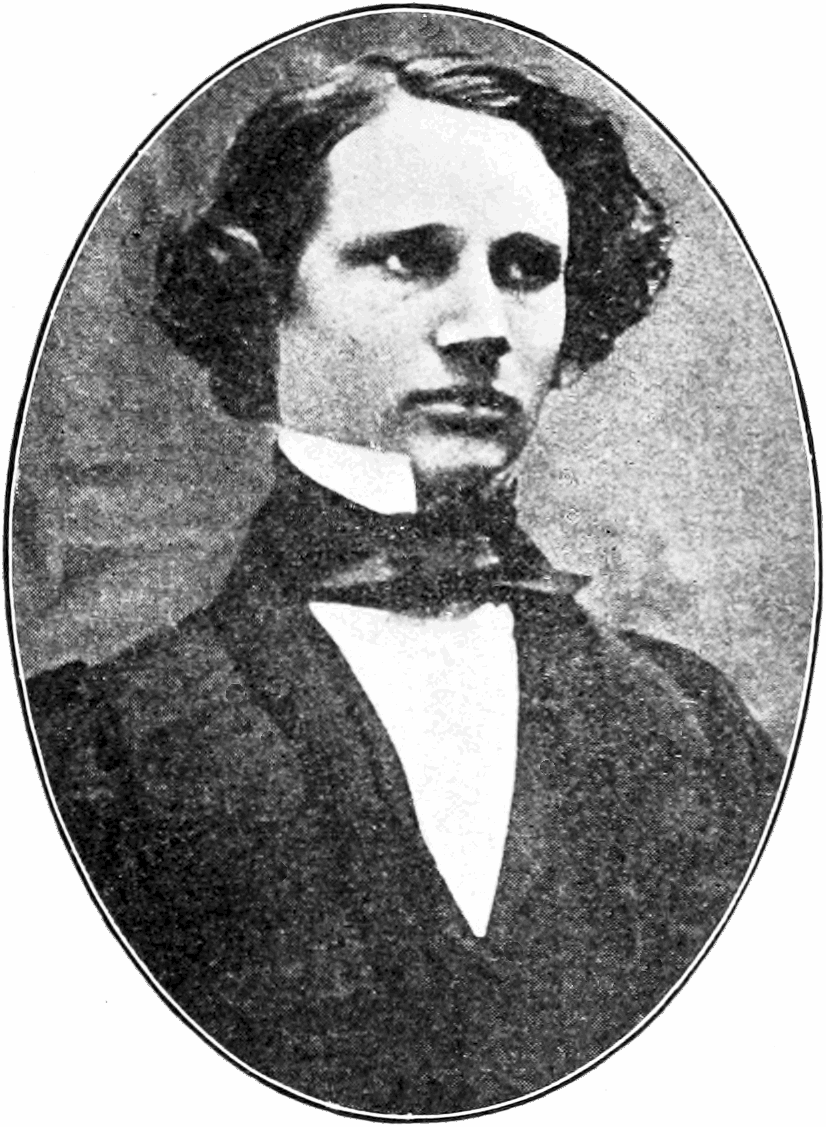
ويليام طومسون عندما كان يبلغ 22 عامًا

عانى تومسون مشكلات قلبية وكاد يموت في سن التاسعة. التحق بالمعهد الأكاديمي الملكي في بلفاست، حيث كان والده أستاذًا جامعيًا، قبل أن يبدأ الدراسة في جامعة غلاسكو عام 1834 في سن العاشرة، وليس بسبب نضجه المبكر؛ بل لأن الجامعة وفرت تسهيلات عديدة لإنشاء مدرسة ابتدائية للتلاميذ المتمكنين، وكان هذا سن البداية النموذجي فيها.
أظهر تومسون في المدرسة اهتمامًا كبيرًا بالكلاسيكيات إلى جانب اهتمامه الطبيعي بالعلوم. حصل في سن الثانية عشرة على جائزة لترجمته حوارات الآلهة للوقيان السميساطي من اللاتينية إلى الإنجليزية.
في العام الدراسي 1839/1840، فاز تومسون بجائزة الفصل في علم الفلك بعد تقديمه مقالة عن شكل الأرض التي أظهرت قدرته المبكرة على التحليل الرياضي والإبداع. يُذكر أيضًا تشابه الأسماء بينه وبين أستاذه في الفيزياء، ديفيد تومسون.
عمل طوال حياته على حل المشكلات التي أثيرت في المقالة كاستراتيجية تكيف في أوقات توتره النفسي. في صفحة العنوان، كتب تومسون الأسطر التالية من مقالة عن الإنسان، التي كتبها ألكسندر بوب. ألهمت هذه السطور تومسون لفهم العالم الطبيعي باستخدام قوة العلم ومنهجيته:
اذهب أيها المخلوق العجيب! حلّق حيث تقودك العلوم؛
اذهب وقس الأرض وزِن الهواء وتحدث عن المد والجزر؛
علّم الكواكب حول أي أجرام سماوي تدور،
صحح الزمن القديم، ونظّم الشمس؛
فُتن تومسون بالنظرية التحليلية للحرارة التي صاغها فورييه، والتزم بدراسة الرياضيات «القارية» التي حاربتها مؤسسة بريطانية عملت في ظل السير إسحاق نيوتن. لم تكن محاربة علماء الرياضيات المحليين عمل فورييه أمرًا مفاجئًا، إذ قام فيليب كيلاند بتأليف كتاب نقدي. دفع الكتاب تومسون نحو كتابة أول ورقة علمية منشورة له تحت الاسم المستعار بّي. كيو. آر. للدفاع عن فورييه، وقدمها والده إلى دورية كامبريدج الرياضية. كتب بّي. كيو. آر ورقة بحثية ثانية تبعت الأولى على الفور تقريبًا.
بينما كان في إجازة مع عائلته في لملاش عام 1841، كتب بّي. كيو. آر ورقة ثالثة أكثر جوهرية، حول حركة الحرارة المنتظمة في الأجسام الصلبة المتجانسة، وعلاقتها بالنظرية الرياضية للكهرباء، بيّن فيها روابط مميزة بين النظريات الرياضية للتوصيل الحراري والكهرباء الساكنة (الكهروستاتيكا)؛ تمثيل وصفه جيمس كليرك ماكسويل في النهاية بأنه أحد أكثر أفكار البناء العلمي قيمة.

### كامبريدج
كان والد ويليام قادرًا على توفير مخصصات سخية لتعليم ابنه المفضل، وأرسله في عام 1841 مع رسائل تقديم عديدة إلى مكان إقامة رحب، في بيترهاوس، كامبريدج، حيث نشط في الرياضة وألعاب القوى والتجديف، وفاز بسباق كولكون للتجديف في عام 1843. أبدى أيضًا اهتمامًا كبيرًا بالكلاسيكيات والموسيقى والأدب، لكن السعي وراء العلم بقي عشق حياته الفكرية الحقيقي، خاصة دراسة الرياضيات والفيزياء والكهرباء. تخرج تومسون في عام 1845 برتبة رانغلر ثاني، وفاز بجائزة سميث الأولى، التي تعد، على عكس اختبارات التريبوس، اختبارًا للبحث الأصلي. يُقال إن روبرت ليزلي إليس، أحد الفاحصين، صرح لفاحص آخر «أنت وأنا على وشك بري أقلامهم».
قدم تومسون عام 1845 أول تطوير رياضي لفكرة مايكل فاراداي القائلة إن الحث الكهربائي يحدث عبر ناقل متخلل، أو «عازل»، وليس عبر «فعل عن بعد» غير مفهوم. ابتكر أيضًا التقنية الرياضية للصور الكهربائية، التي أصبحت عاملًا مهمًا في حل مشكلات الكهروستاتيكا، العلم الذي يتعامل مع القوى بين الأجسام المشحونة كهربائيًا في حالة السكون. مثّل تشجيع تومسون دافعًا جزئيًا جعل فاراداي يجري أبحاثًا في سبتمبر 1845 أدت إلى اكتشاف تأثير فاراداي، الذي أثبت ارتباط الظواهر الضوئية والمغناطيسية (وبالتالي الكهربائية).

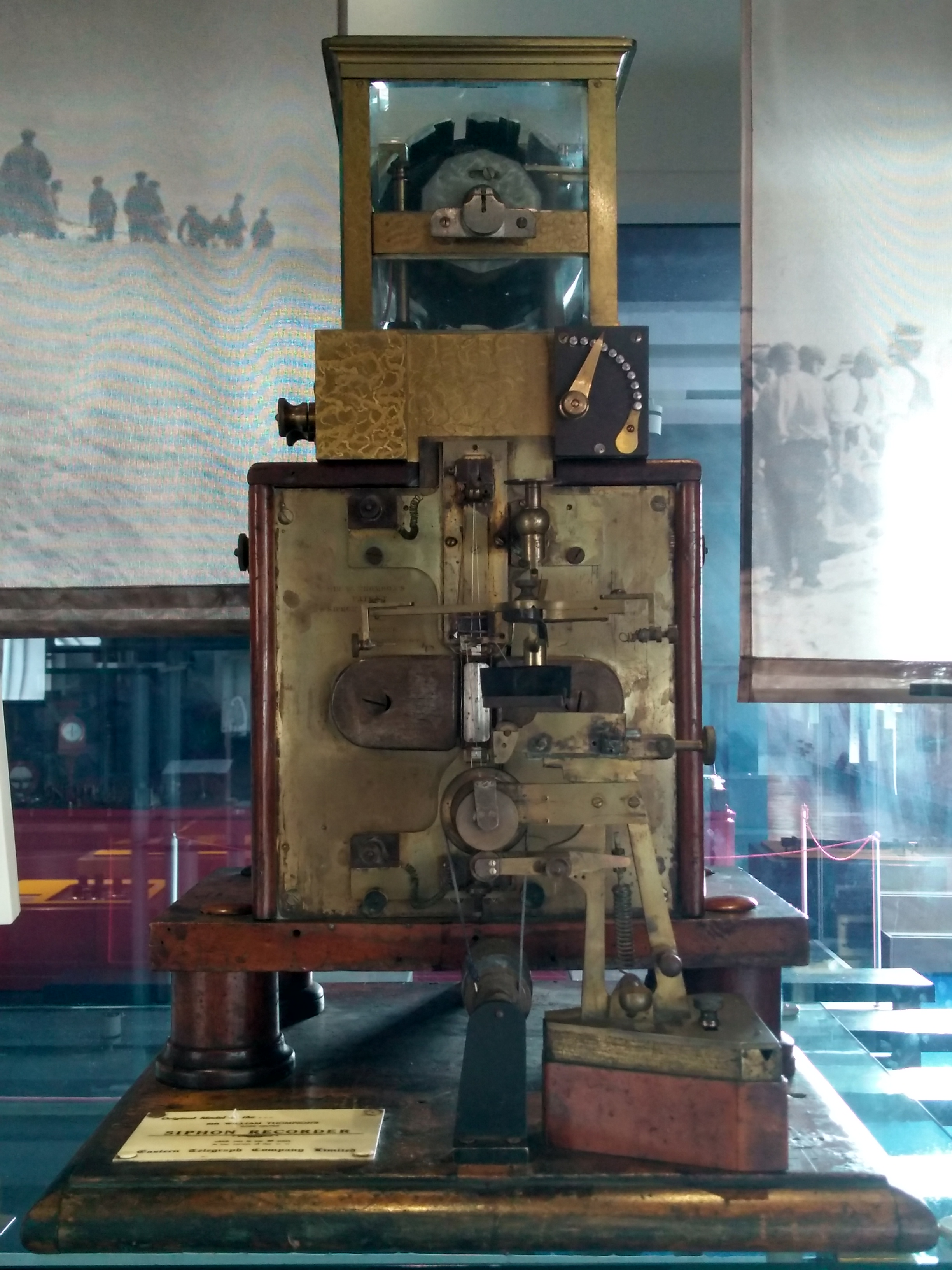
مسجل السيفون التلغرافي لويليام تومسون، معروض في متحف تلغراف بورثكورنو، في يناير 2019

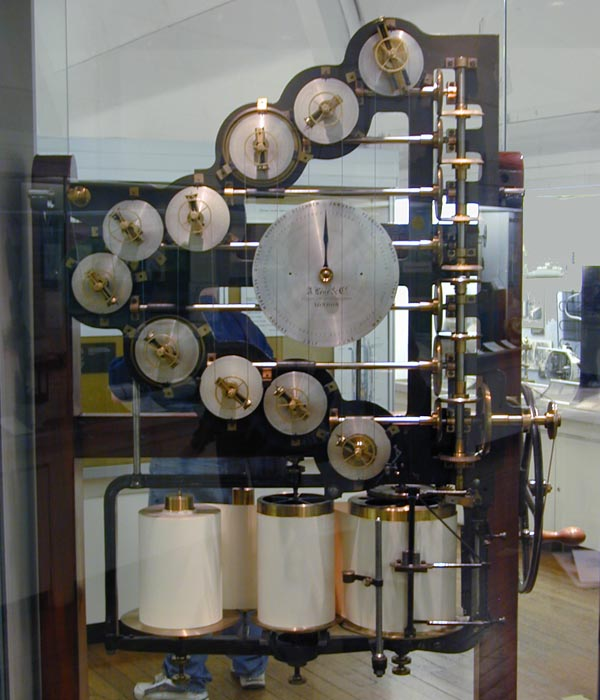
ألة ويليام طزمسون للتنبؤ بالمد والجزر

انتُخب زميلًا للقديس بطرس (كما أُطلق عليه غالبًا) في يونيو 1845. عند حصوله على الزمالة، أمضى بعض الوقت في مختبر هنري فيكتور رينيو الشهير في باريس؛ لكنه شغل عام 1846 أستاذية الفلسفة الطبيعية في جامعة غلاسكو. في الثانية والعشرين، وجد نفسه يرتدي رداء بروفيسور في إحدى أقدم جامعات البلاد، ويحاضر في الفصل الذي كان طالبًا في سنته الأولى فيه قبل سنوات قليلة.

## وصلات خارجية
- لورد كلفن على موقع الموسوعة البريطانية (الإنجليزية)
- لورد كلفن على موقع إن إن دي بي (الإنجليزية)
- Heroes of the Telegraph at مشروع غوتنبرغ